# Flor - Speciale come te
Flor - Speciale come te (Floricienta) è una telenovela argentina trasmessa dal 15 marzo 2004 al 2 dicembre 2005 sull'emittente televisiva Canal 13.
In Italia è stata trasmessa dal 7 aprile 2008 al 21 maggio 2010 su Cartoon Network e in seguito su Boing dal 5 ottobre 2009 al 25 marzo 2011.

## Trama

### Prima stagione
Florencia Fazzarino, da tutti chiamata Flor, è una ragazza orfana che lavora in un negozio di frutta e verdura. A causa di un bambino perde il suo incarico già precario. Il bambino è il più piccolo di una famiglia composta da sei fratelli: Federico, Franco e Nicolás (i due gemelli), Maia, Martín e Tomás. I Fritzenwalden sono persone molto ricche di origine tedesca, rimasti orfani di entrambi i genitori e lasciati alle cure del fratello maggiore Federico. Quest'ultimo cerca Flor per darle dei soldi, come risarcimento, ma lei rifiuta. Federico quindi, per sdebitarsi dell'accaduto, la assume alla villa come bambinaia e assistente di Greta, la governante, e le dà un tetto dove vivere, in quanto cacciata dalla pensione in cui alloggiava sempre per colpa dei disagi causati dal piccolo Tomás. Con il passare del tempo Flor s'innamora di Federico ma lui è fidanzato con Delfina Santillán Torres Oviedo, una donna non vista di buon occhio dai ragazzi a cui interessa soltanto il prestigio sociale che potrebbe ricavare dal matrimonio con il giovane rampollo Fritzenwalden, tanto da intrattenere una tresca con Pedro Lencina, l'autista della villa. Nel suo piano, Delfina è assistita e supportata dall'altrettanto perfida madre, María Laura Torres Oviedo detta Malala. A fare da contorno a questa grande famiglia vi sono innumerevoli parenti e amici, come i componenti della band di Flor (Bata, Facha, Clara e Nata), Titina la parrucchiera, Antonio il cuoco, Sofía (sorella di Delfina), l'avvocato Matias Ripamonti, Valentina e la senzatetto Roberta Espinosa. Tra Flor e Federico nasce un'attrazione troppo forte e ha inizio una relazione clandestina. Quando finalmente il ragazzo decide di lasciare Delfina, lei si finge incinta e lui è costretto a lasciare Flor. La finta gravidanza viene portata avanti grazie all'aiuto del medico Claudio Bonilla, vecchio compagno di scuola di Federico e ora fidanzato di Malala. Successivamente si scopre che Flor e Delfina sono sorellastre perché il defunto Alberto Santillán ebbe una storia con la mamma di Flor, Margarita Valente. La ragazza ha dunque diritto a reclamare l'eredità paterna ma né Delfina né Malala sono d'accordo. Gli inganni tesi dalle perfide donne per osteggiare la coppia vengono scoperti da Federico proprio il giorno del suo matrimonio con Delfina, per questo lasciata con grande stupore di tutti sull'altare. Quello stesso giorno Federico, pronto a vendicarsi anche di Lorenzo Mónaco, marito di Delfina e suo stretto complice, muore in un incidente stradale per salvare il Conte Massimo Augusto Calderón de la Hoya, da poco suo socio in affari. Da questo triste avvenimento passano tre mesi. In casa Fritzenwalden sono tutti distrutti. Federico, rimasto in una sorta di stato comatoso nel Paradiso per tutto questo tempo, ha l'opportunità di entrare nel corpo di Massimo ma ha soltanto due ore per risistemare tutti gli affari di famiglia, salutare l'amata Flor e fare in modo che lei viva felice con il Conte. Per questo motivo, il ragazzo riesce a girare un video in cui dice a Flor che anche se fisicamente non è con lei, vivrà sempre nel suo cuore mentre una parte del suo spirito risiederà in Massimo. Sfortunatamente la videocassetta va smarrita proprio quando Delfina, legalmente moglie di Federico, ritorna da un viaggio in Europa e assume il pieno controllo di casa Fritzenwalden, giurando vendetta su tutti coloro che l'hanno osteggiata. Nell'ultimo episodio, Flor e la parrucchiera Violeta hanno un problema con una macchina che inonda il quartiere di schiuma e in questo scenario, che ricorda il primo incontro tra la ragazza e il suo amato Freezer, incrocia il Conte, arrivato lì nell'esatto momento in cui Federico lascia definitivamente il suo corpo.

### Seconda stagione
La perfida Delfina, con l'aiuto di Malala e Bonilla, è diventata padrona incontrastata della villa. Ha rinchiuso Martín e Tomás in un collegio, ha fatto in modo che Matias volasse a Londra da Maia per evitare problemi e che Roberta andasse a Salta da sua madre, ha tentato di allontanare Franco e Nicolás con un inganno e rende la vita di Flor, Greta e del cuoco Oscar un vero inferno. Come se non bastasse, ha trasformato la stanza dei giochi nella camera personale sua e di Malala e cerca di ingraziarsi il giudice tutelare dei ragazzi e il Conte Massimo proprio come in passato ha fatto con Federico. Con grande sorpresa di tutti, Massimo sarà nominato dal giudice tutore dei fratelli Fritzenwalden, poiché queste sono state le ultime volontà espresse da Federico nel suo testamento, dettaglio che il Conte non può ricordare in quanto ha perso la memoria dopo l'unione con il defunto nel finale della stagione precedente. Flor riesce quindi a convincerlo a togliere Martín e Tomás dal collegio. Massimo deve occuparsi dei ragazzi con l'aiuto di Delfina che, avendo sposato civilmente Federico, ne è la legittima vedova. Il Conte non è per niente contento di rinunciare alla sua vita sregolata per badare ai piccoli ma, con il passare del tempo, capirà che quello è il posto dove deve stare, comprendendo di essere legato ai ragazzi e soprattutto a Flor ma non conoscendone la ragione (effetto della presenza latente di Federico in lui). Delfina, con l'astuzia, riesce a fidanzarsi con Massimo, che è l'erede al trono del suo regno, facendogli credere di essere la donatrice di midollo che ha salvato sua mamma Anna da morte certa. La donna ammette che molti anni prima si era già sposata con un hippy di nome Lorenzo Mónaco, che ora è l'assistente del Conte. Flor s'innamora, ricambiata, di Massimo. Delfina, aiutata dai suoi complici, cerca di impedire il loro amore con ricatti e trucchetti crudeli, minacciando Flor, i ragazzi e Greta. Quando Flor riesce a visionare la famosa videocassetta, scopre che dentro Massimo c'è una parte dell'anima di Federico, e smette di sentirsi in colpa per i sentimenti che prova adesso per Massimo. Nel frattempo, Delfina riesce a sposarsi con Massimo. L'uomo si sente in debito con lei perché, aiutata da Bonilla, la donna ha fatto credere a Massimo che la mamma soffriva di una malattia gravissima e che lei l'ha salvata con la donazione di midollo ma, quando lui scoprirà la menzogna, chiederà il divorzio. Il comportamento di Massimo, che lascia Delfina per mettersi con la sua sorellastra Flor, non piacerà al giudice del tribunale minorile che toglie ai due "amanti" la potestà sui minori Fritzenwalden, lasciando come unica tutrice la crudele Delfina. Dopo molte difficoltà i due riprendono la responsabilità dei ragazzi.
Flor e Massimo avranno una sola notte d'amore, che porterà la ragazza in una gravidanza pluri-gemellare, Franco s’innamorerà, ricambiato, di sua cugina Olivia, ma il loro amore sembra non avere futuro, data la stretta parentela. Si scoprirà, poi, che Franco e Nicolás non sono realmente gemelli quando comparirà Lautaro, vero gemello di Nicolás, che, poco dopo la nascita, è stato scambiato nella culla con Franco dalla mamma di quest'ultimo, gravemente malata e povera, non potendo dare un futuro al proprio figlio. Malala e Delfina scoprono la verità sull'identità del vero gemello ma troveranno il modo di far credere che l'adottato è Nicolás per evitare che anche Lautaro rientri negli eredi Fritzenwalden. Flor dovrà smascherare Delfina che dovrà svelare la verità sui gemelli. Lorenzo, che nel frattempo, si è innamorato di Flor, alterna momenti di cattiveria a momenti di rimorso ma, quando capisce che Flor non ricambia il suo amore, fa prevalere la sua parte malvagia e, insieme a Bonilla, cercheranno di falsificare le analisi di Flor per non farle sapere della gravidanza e impedirle di ottenere l'eredità di suo papà, poiché tale fortuna andrà alla prima delle figlie Santillán che avrà un erede. Inoltre, si dovrà, dimostrare al giudice chi è la buona e chi la cattiva tra Flor e Delfina, anche stavolta Delfina riuscirà ad avere la meglio, facendo passare Flor per pazza e allontanandola dai ragazzi. Alla fine, Flor riuscirà a smascherare la sorellastra che, inconsapevolmente, confesserà tutte le cattiverie fatte davanti ad un microfono, volutamente aperto da Flor. Delfina, Malala e Bonilla vengono arrestati ma le due donne riusciranno a evadere. Intanto Flor partorisce tre gemelli: Andrés Florencio, Federico Augusto e Margarita Anna. Delfina, evasa dal carcere, rapisce la bambina per vendicarsi della sorella ma, la neonata tocca l'animo di Delfina e la donna si pente di ciò che ha fatto e la riporta alla mamma.
Alla fine grazie anche alla ritrovata bontà di Delfina, la famiglia scoprirà la verità sui finti matrimoni di Delfina, e così Flor e Massimo potranno finalmente sposarsi ed adottare Nicolás, Martín e Thomas. Intanto Delfina si riappacifica col marito Lorenzo, e con le sue sorelle. Delfina accetta la sua condanna e viene nuovamente presa in arresto insieme a Malala, mentre Flor e Massimo si sposano. Massimo rinuncia poi al trono di Kricoragán che era rimasto vuoto dopo l'abdicazione del regnante, e si dedica come imprenditore dell'azienda del defunto Federico in Germania.

## Episodi
| Stagione         | Episodi | Prima TV Argentina | Prima TV Italia |
| ---------------- | ------- | ------------------ | --------------- |
| Prima stagione   | 175     | 2004               | 2008-2009       |
| Seconda stagione | 186     | 2005               | 2009-2010       |

## Colonna sonora
| Anno | Dettagli                                                                           |
| ---- | ---------------------------------------------------------------------------------- |
| 2004 | Floricienta y su banda - Pubblicazione: 2004 - Formati: CD - Etichetta: Sony Music |
| 2004 | Karaoke 2004 - Pubblicazione: 2004 - Formati: CD - Etichetta:                      |
| 2005 | Floricienta 2 - Pubblicazione: 2005 - Formati: CD - Etichetta: EMI                 |
| 2005 | Karaoke 2005 - Pubblicazione: 2005 - Formati: CD - Etichetta:                      |
| 2005 | Floricienta especial navidad - Pubblicazione: 2005 - Formati: CD - Etichetta: EMI  |
| 2007 | Floricienta Grandes Éxitos - Pubblicazione: 2007 - Formati: CD - Etichetta: EMI    |

## Merchandising
Dalla prima stagione è uscito l'album Floricienta y su banda, mentre dalla seconda Floricienta 2. Oltre ai due album, sono usciti anche Karaoke 2004, Karaoke 2005, Floricienta Grandes Éxitos e Floricienta especial navidad. Tutti gli album hanno avuto un buon successo di vendite. Il primo e il secondo album ha ricevuto il triplo disco di platino in Argentina. Invece il karaoke del 2004 ha venduto più di 40 000 copie e ricevuto un disco di platino, sempre in Argentina.
Oltre agli album sono stati prodotti DVD, video musicali e trasmessi alcuni speciali in televisione. Inoltre dal 2004 al 2007 il cast della serie ha fatto una tournée in America Latina e Messico. Sono state anche vendute piatti, magliette, borse, vestiti, penne, agende e cosmetici ed altro. La serie ha incassato notevolmente grazie alle vendite del relativo merchandise.
Dalla serie è stato tratto anche un videogioco sviluppato da Move Interactive e distribuito per il solo mercato spagnolo e portoghese (con il nome di Floribella o videojogo) in versione fisica su CD-ROM, mentre in Italia era disponibile con il nome “Flor - Speciale come te il videogioco”,  solo al download digitale, al prezzo di 19,95€, tramite il sito web ormai chiuso “Boonty.it”. Disponibile anche in Francia, ma non è ancora chiaro in quale versione sia stato rilasciato. Attualmente la versione Italiana risulta essere un lost media in quanto poco diffuso e impossibile da acquistare attualmente. 
Si tratta di un platform con elementi tipici dei giochi musicali, pubblicato per Microsoft Windows il 26 novembre 2007, al termine della seconda stagione della telenovela.

## Adattamenti esteri
In alcuni paesi del mondo sono state create delle telenovelas tratte dall'originale argentina. Di seguito vengono elencate alcune:
- Brasile: Floribella - nel 2005 è stata prodotta una versione brasiliana con protagonista Juliana Silveira.
- Cile: Floribella - nel 2006 è stata prodotta una versione cilena trasmessa da TVN.
- Colombia: Floricienta - nel 2006 è stata prodotta una versione colombiana trasmessa dal canale RCN Televisión
- Messico: Lola, érase una vez[6] - nel 2007 è stata prodotta una versione messicana trasmessa da XHGC-TV con protagonisti Aarón Díaz, Eiza González e Lorena Herrera.
- Portogallo: Floribella - nel 2006 e 2007 è stata prodotta una versione portoghese.

## Spin-off
Il 2 settembre 2024 viene pubblicata in America Latina sul servizio di streaming Max,  Margarita, telenovela che narra le vicende della figlia di Flor e del Conte Massimo.

## Distribuzioni internazionali
È presentata in 70 paesi, e tra questi ci sono anche: Repubblica Dominicana, Lituania, Panama, Paraguay, El Salvador, Messico, Venezuela, Perù, Canada (solo seconda stagione), e Portogallo. Di seguito altri paesi:
| Paese                 | Canale                           | Prima TV         |
| --------------------- | -------------------------------- | ---------------- |
| Stati Uniti D'America | Telemundo, Azteca América        | 31 Marzo 2008    |
| Romania               | Kanal D                          | Novembre 2011    |
| Corea del Sud         | SBS                              | 12 aprile 2015   |
| Giappone              | TV Tokyo                         | 25 giugno 2008   |
| Egitto                | Arabian TV                       | 12 marzo 2007    |
| America Latina        | Disney Channel                   | dicembre 2004    |
| Israele               | Jetix                            | 2006             |
| Europa, Asia e Africa | TVE Internacional                | 2006             |
| Grecia                | ET1                              | marzo 2005       |
| Ungheria              | RTL Klub, Hálózat TV             | 1º febbraio 2005 |
| Bolivia               | Red Uno, Disney Channel          | 4 ottobre        |
| Costa Rica            | Repretel Canal 6, Disney Channel | 4 ottobre        |
| Cipro                 | ANT1 Cyprus                      | giugno 2007      |
| Kosovo                | KTV                              | gennaio 2007     |
| Bosnia ed Erzegovina  | OBN                              | gennaio 2008     |
| Porto Rico            | CaribeVisión                     | 31 marzo 2008    |
| Italia                | Cartoon Network Boing            | 7 aprile 2008    |
| Francia               | Cartoon Network                  | 14 aprile 2008   |
| Afghanistan           | Novy TV                          | febbraio 2011    |
| Taiwan                | Disney Channel                   | novembre 2009    |

## Nome della telenovela nel mondo
Floricienta è il titolo originale della telenovela nata in Argentina, mentre in Inghilterra è stata intitolata Flindarella, è stata trasmessa in 70 nazioni e la maggior parte ha tenuto uno di questi 2 titoli. In Italia invece è stata trasmessa con il titolo Flor speciale come te, in Grecia Φλορισιέντα, μία σύγχρονη Σταχτοπούτα, in Israele פלוריסיינטה, in Ungheria Csacska angyal, in Lituania Pelenės istorija, in Macedonia Флорисиента, in Russia Флорисьента e in Ucraina Флорісьєнта.

## Teatro
- Floricienta, en vivo tour (2004-2005)
- Floricienta, princesa de la terraza tour (2005)
- Floricienta, el tour de los sueños (2006-2007)

## Riconoscimenti
- Premio Clarín
  - 2004 – Candidatura alla miglior serie quotidiana
  - 2004 – Mejor infantil teatral per	Floricienta, en vivo tour[9]
  - 2005 – Candidatura alla miglior serie quotidiana[10]
- Premio Martín Fierro
  - 2004 – Candidatura alla miglior attrice protagonista in commedia/umoristico a Florencia Bertotti[11]
  - 2005 – Candidatura alla miglior attrice protagonista in commedia/umoristico a Florencia Bertotti[12]
  - 2005 – Miglior album infantile per Floricienta y su banda[13]
- Latin Grammy Awards
  - 2005 – Candidatura al miglior album infantile per Floricienta y su banda[14]
- Premios Gardel
  - 2006 – Miglior album infantile per Floricienta 2[15]